# 野のユリ
『野のユリ』（ののゆり、Lilies of the Field）は1963年のアメリカ合衆国のドラマ映画。監督はラルフ・ネルソン、出演はシドニー・ポワチエとリリア・スカラなど。ウィリアム・エドマンド・バレットの1962年の小説『Lilies of the Field』を原作としている。
主演のシドニー・ポワチエが黒人俳優として初のアカデミー主演男優賞を受賞している。

## ストーリー
黒人青年のホーマー・スミスはアリゾナの砂漠を気ままに放浪していたが、車の故障で一軒家にたどり着く。そこには東ドイツからの亡命者である5人の修道女が住んでいた。ホーマーを見たマリア院長は、ホーマーを「神が遣わした者」と信じ込み、この砂漠の荒れ地に教会を建てるのを手伝うように頼みだした。
屋根の修理だけを引き受けることにしたホーマーだったが、院長はいっこうに賃金を支払おうとしない。それどころか、マリア院長は無理やりホーマーに教会建設にとりかかるように迫る。ホーマーも次第に彼女たちのペースに巻き込まれ、嫌々ながらも彼女たちに協力するようになっていく。
建築仕事に自信のあるホーマーはプライドを刺激され、教会の建設に執念を燃やし始める。初めホーマーは自分の作品として独りで建設することにこだわり、町の人々の協力を断ったが、考えを改め、町の人々と協調して教会の建設を進めるようになる。
マリア院長と4人の修道女たちは、各方面に手紙を出し、寄付金を募り、地元の建設会社に資材の提供を頼み込む。彼女たちの熱意におされた社長はとうとう建設資材を寄付することを申し出る。そうした紆余曲折を経て、マリア院長の望んだ教会堂は奇跡的に完成する。
しかし教会堂が完成した夜にホーマーは記念のミサを見ることもなく、また車で放浪の旅に戻ってゆく。

## キャスト
- ホーマー・スミス: シドニー・ポワチエ
- マザー・マリア: リリア・スカラ
- シスター・ゲルトルード: リサ・マン
- シスター・アグネス: アイサ・クリノ
- シスター・アルベルティネ: フランチェスカ・ジャービス
- シスター・エリザベス: パメラ・ブランチ（浅井淑子）
- ホアン・アキリート: スタンリー・アダムス（英語版） - 食堂の主人。
- マーフィー神父: ダン・フレイザー（英語版）
- ハロルド・アシュトン: ラルフ・ネルソン[注 1] - 地元の建設会社の社長。
- 若いメキシコ人: ボビー・ドリスコール[注 1]

### 日本語吹替版
| 役名                     | 俳優                       | 日本語吹替  | 日本語吹替   |
| 役名                     | 俳優                       | NETテレビ版 | フジテレビ版 |
| ------------------------ | -------------------------- | ----------- | ------------ |
| ホーマー・スミス         | シドニー・ポワチエ         | 田中信夫    | 田中信夫     |
| マザー・マリア           | リリア・スカラ             | 麻生美代子  | 京田尚子     |
| シスター・ガートルード   | リサ・マン                 | 中村紀子子  | 菊池紘子     |
| シスター・アグネス       | アイサ・クリノ             | 北見順子    | 小林由利     |
| シスター・アルベルティネ | フランチェスカ・ジャービス | 稲葉まつ子  | 菅谷政子     |
| シスター・エリザベス     | パメラ・ブランチ           | 浅井淑子    | 増山江威子   |
| ホアン・アキリート       | スタンリー・アダムス       | 細井重之    | 雨森雅司     |
| マーフィー神父           | ダン・フレイザー           | 嶋俊介      | 北村弘一     |
| ハロルド・アシュトン     | ラルフ・ネルソン           | 川久保潔    | 小林勝彦     |

- NETテレビ版：初回放送1971年11月7日『日曜洋画劇場』※DVD収録
- フジテレビ版：初回放送1978年12月29日『ゴールデン洋画劇場』

## タイトルの由来
映画のタイトル『野のユリ』の由来は新約聖書マタイ伝6章28節にある「野のゆりがどのように育つかをよく見なさい。ほねおることも、紡ぐこともしない。あなたがたに言っておく。栄華をきわめたソロモン王でさえ、この花の一つほどにも着飾ってはいなかった。」 という、イエスが「思い煩ってはならない」ことのたとえとして語ったことばによる。映画の序盤で、賃金の支払いを求めるホーマーにマリア院長が、新約聖書のこの箇所を引き合いに出し、支払いを渋るシーンがある。

## 劇中歌
- エイメン (ゴスペルソング)（英語版） - 編曲：ジェスター・ヘアストン
- アベ・マリス・ステラ - 8世紀以前から伝わる単旋律のカトリック聖歌。

## 作品の評価
Rotten Tomatoesによれば、23件の評論のうち高評価は91%にあたる21件で、平均点は10点満点中7.90点となっている。